# Пробал Дасгупта
Пробал Дасгупта (англ. Probal Dasgupta, нар. 1953) — індійський есперантист і лінгвіст, президент Всесвітньої асоціації есперанто в 2007—2013 роках.

## Біографія
Народився в Колкаті, в 1980 році отримав ступінь PhD в Нью-Йоркському університеті, захистивши дисертацію по синтаксису своєї рідної мови, бенгальської (англ. Questions and Relative and Complement Clauses in a Bangla Grammar). Викладав лінгвістику в трьох індійських університетах. Почесний член Лінгвістичного товариства США з 2004 року.
Професор прикладної лінгвістики Османського університету (містоХайдерабад, Андхра-Прадеш, Індія) з 1989 року, був деканом гуманітарного факультету (2001—2004) цього університету, директором (2000—2006) «Програми з вивчення Індії» для іноземних студентів. Починаючи із серпня 2006 року, періодично організовує в Індійському статистичному інституті уКолкаті лінгвістичні дослідження, в яких значну роль відіграє застосування мови есперанто. Автор понад десятка книг і трьохсот статей бенгальською, англійською та французькою мовами.
Крім бенгальської, володіє англійською, французькою, німецькою мовами, санскритом і есперанто.

## Діяльність в есперанто-русі
З 17-річного віку (1969—1970) Пробал листувався із провідним угорським есперантистом Кальманом Калочаї про переклад на есперанто творів Р. Тагора, про проблеми ata-ita і з багатьох інших питань.
До міжнародного есперанто-руху Пробан приєднався під час участі у Всесвітньому конгресі есперантистів у Рейк'явіку в 1977 році. Відразу ж після конгресу він три тижні пропрацював волонтером в центральному офісі Всесвітньої асоціації есперанто (UEA). Пізніше, з жовтня 1977 року по січень 1979-го, представляв UEA в ООН й займався організацією створення офісу UEA в Нью-Йорку.
У 2007 році обраний президентом UEA, у 2010 році переобраний президентом і перебував на посаді до 2013 року, коли його змінив на посту Марк Феттес.
Член Академії есперанто з 1983 року, віце-президент з 2001 року.

## Вибрані публікації
- Degree words in Esperanto and categories in universal grammar . In: Klaus Schubert: Interlinguistics: aspects of the science of planned languages, 1989 pp. 231—247
- Towards a dialogue between the sociolinguistic sciences and Esperanto culture. Pune 1987
- The otherness of English: India's auntie tongue syndrome: New Delhi. Thousand Oaks / London: Sage 1993.
- Explorations in Indian Sociolinguistics, Rajendra Singh, Probal Dasgupta, Jayant K. Lele . New Delhi: Sage 1995
- After Etymology, 2000

## Переклади з бенгальської на есперанто
- Manashi DasGupta: Dormanta hejmaro, Antwerp: Flandra Esperanto-Ligo 2006
- Manashi DasGupta: Mi juna, Rotterdam: Esperantaj Kajeroj 1989
- Rabindranath Tagore: Primico, København: TK 1977
- Upendronath Gangopaddhae: Klera edzino, Pisa: Edistudio 1994